# Stazione di Fasano
Stazione di Fasano vasútállomás Olaszországban, Puglia régióban, Fasano településen.

## Vasútvonalak
Az állomást az alábbi vasútvonalak érintik:
- Ancona–Lecce-vasútvonal

## Kapcsolódó állomások
A vasútállomáshoz az alábbi állomások vannak a legközelebb: 
- Stazione di Monopoli
- Stazione di Cisternino
- Stazione di Egnazia